# Meine Frau macht Musik
Meine Frau macht Musik ist ein deutscher Revuefilm der DEFA von Hans Heinrich aus dem Jahr 1958 mit Lore Frisch und Günther Simon in den Hauptrollen.

## Handlung
Gustl Wagner arbeitet als Schallplattenverkäufer in einem Warenhaus und erlebt so vor Ort mit, wie die Frauen während einer Autogrammstunde des italienischen Sängers Fabiani ihre Männer stehenlassen. Reichlich entnervt vergisst er fast seinen Hochzeitstag, der schließlich auch noch von seinem Freund Fritz Rettig unterbrochen wird. Dieser hat für sein Frühlingsfest zwar Fabiani als Sänger eingeladen, seine Tochter jedoch wird wegen einer Erkältung nicht mit dem Künstler auftreten können. Fritz bittet Gustl, doch seine Frau Gerda einspringen zu lassen, die ihre Gesangskarriere vor zehn Jahren zugunsten ihrer Ehe aufgegeben hatte. Nach einigem Zögern stimmt Gustl zu.
Gerdas Auftritt findet großen Anklang und Fabiani verpflichtet sie als Sängerin im Berliner Tivoli, wo er regelmäßig auftritt. Gegen den Willen ihres Mannes, der seine Ehe und die Erziehung der beiden kleinen Söhne gefährdet sieht, verfolgt Gerda ihre Bühnenkarriere und wird schon bald ein Star. Gustl treibt es zum Alkohol in der Varietébar und zu einem kleinen Trostversuch bei Sängerin Daisy. Als er betrunken einen Auftritt Gerdas stört, weiß Fabiani, die Aktion als gewollt komische Einlage zu verkaufen, sodass Gustl zu zweifelhaftem Ruhm kommt. Er wiederum lässt sich von Fritz Rettigs Ehefrau Susi einreden, dass Fabiani und Gerda mehr als nur Kollegen sind und plant bei ihrem nächsten Tivoli-Auftritt für Unruhe im Publikum zu sorgen. Dies soll einen Skandal verursachen, der seine Frau für immer von einer Bühnenkarriere kurieren soll. Gerda jedoch singt an diesem Abend „ihr Lied“, bei dem sie sich vor zehn Jahren kennengelernt haben. Gustl verzichtet auf die Revolte und ist von nun an stolzer Ehemann einer Sängerin.

## Produktion
Der Szenarist Walter Niklaus entwarf die Handlung als Variation auf William Shakespeares Der Widerspenstigen Zähmung. Eine Anfangsszene zeigt das Berolinahaus am Alexanderplatz. Der Film wurde 1957 unter dem Arbeitstitel Solo zu viert in Babelsberg gedreht. Nach Beendigung wurde der Film zunächst nicht durch die Zensur freigegeben. Sängerin Evelyn Künneke hatte sich vertraglich zusichern lassen, im Film zwei Nummern des Komponisten Siegfried Wegener singen zu dürfen. Erst eine Kampagne in der FDJ-Zeitung Junge Welt gegen „westliche“ Musik machte den Filmverantwortlichen deutlich, dass Wegener zu dem Zeitpunkt auch als „Abteilungsleiter Tanzmusik“ des RIAS tätig war. Sämtliche Wegener-Nummern wurden daraufhin aus dem Film gestrichen und auch die bereits angelaufene Schallplattenproduktion zum Film gestoppt. Gerd Natschinski komponierte zu Text und den Lippenbewegungen Künnekes im Film neue Titel, die über das ursprüngliche Filmmaterial gelegt wurden.
Erst mit den neuen Liedern Künnekes wurde der Film schließlich ein halbes Jahr nach Fertigstellung im Februar 1958 zur Aufführung freigegeben und erlebte am 3. April 1958 im Berliner Babylon seine Uraufführung.
Die Filmbauten stammen von Oskar Pietsch.

## Kritik
Karl-Eduard von Schnitzler nannte den Film einen „große[n], Bunte[n] Abend – mit allen Schwächen, die dieser Kunstgattung zur Zeit eigen sind, aber auch mit den harmlosen Belustigungen, die sie bietet“.
Der katholische film-dienst kritisierte Meine Frau macht Musik 1958: „Recht langatmig, ohne Schwung und Witz schleppt sich dieser ostdeutsche Musikfilm dahin. Die neuentdeckte Revuesängerin wirkt hausbacken und langweilig, und die Konflikte sind dem volksdemokratischen Alltag entnommen: alle Leute sind auffällig arbeitsfreudig und glücklich.“

## Lieder (Auswahl)
- Meine Frau macht Musik: Ping-Pongs, Hemmann-Quintett und Trio Harmonie
- Dieser Rhythmus reißt uns mit: Ping-Pongs und Hemmann-Quintett
- Küß mich, Angelina: Klaus Gross, Ping-Pongs und Hemmann-Quintett
- Vergiß nie die Zeit: Gitta Lind
- Du bist so jung: Gitta Lind
- Caramba Señores: Evelyn Künneke und die Bergols
Gitta Lind und Klaus Gross liehen ihre Stimmen den Darstellern Lore Frisch und Alexander Hegarth. 